# GWR 55 Class
GWR Queen Class — последний разработанный Джозефом Армстронгом для Большой западной железной дороги тип экспресс-паровозов с осевой формулой 1-1-1, более крупный, чем выпущенный десятью годами раньше «Сэр Дэниел». С экспресс-поездами они проработали около 30 лет, пока их не сменили преемственные к ним «Одиночки» Уильяма Дина.

## История
Тип начался с прототипа № 55 «Королева», построенного в Суиндоне в 1873 году. В 1875-м были построены ещё 20 паровозов № 999, 1000, 1116—1133. № 999 носил также имя «Сэр Александр», и эта двадцатка иногда обозначается как «тип сэр Александр», хотя от № 55 «Королева» они не отличаются ничем.
Паровозы обслуживали участки Лондон—Суиндон—Глостер и Лондон—Вулвергемптон.
№ 55 стал основным королевским локомотивом и нёс герб Её Величества.
Как было типично для паровозов GWR того времени, отдельные локомотивы несколько различались со временем из-за переделок, произведённых в Вулвергемптоне и Суиндоне, включавших кабины, дымовые трубы, и разные котлы. Некоторые паровозы в последние годы были оснащены топками Бельпера. После 1900 года паровозы этого типа были переведены на второстепенные маршруты, а между 1903—1914 годами были списаны. Пробег почти всех паровозов до списания превзошёл миллион миль (1,6 млн. км).

## Имена
10 паровозов этого типа носили имена:
- № 55 «Королева»
- № 999 «сэр Александр»
- № 1118 «Принц Кристиан»
- № 1119 «Принцесса Уэльская»
- № 1122 «Биконсфилд»
- № 1123 «Солсбери»
- № 1128 «Герцог Йоркский»
- № 1129 «Принцесса Мэй»
- № 1130 «Гуч» (временно ок. 1900 года)
- № 1132 «Принц Уэльский»[3]